# سی‌اس‌اس کلرنس
سی‌اس‌اس کلرنس (به انگلیسی: CSS Clarence) یک کشتی بود که طول آن ۱۱۴ فوت (۳۵ متر) بود. این کشتی در سال ۱۸۵۷ ساخته شد.